# Tank Battalion
Tank Battalion — аркадная видеоигра, выпущенная компанией Namco в 1980 году. В 1984 году была портирована на компьютер MSX под оригинальным названием, в 1985 году была портирована на приставку NES под названием Battle City.

## Игровой процесс
Игрок, управляя танком, должен уничтожить на каждом уровне по 20 танков противника, которые появляются в верхней части экрана. Танки противника в свою очередь пытаются уничтожить игрока и его штаб (обозначается на карте в виде орла). В продолжении игры, вышедшем в 1991 году под названием Tank Force, могли играть одновременно уже два игрока.